# Fabian
Fabian – imię męskie pochodzenia łacińskiego, oznaczające „należący do Fabiusza” (mężczyzny z rodu Fabiuszów). Nazwa rodowa Fabiuszy wywodzi się zaś od łac. faba (bób) i pierwotnie oznaczała osobę zajmującą się uprawą bobu. Chrześcijańskim patronem tego imienia jest św. Fabian, papież.
Przejęte do polszczyzny w czasach najdawniejszych, jeszcze przed ustaleniem się w języku polskim spółgłoski f – która była wówczas zastępowana przez [p] lub [b] (tę drugą w zapożyczeniach niemieckich lub w wyrazach przejętych za niemieckim pośrednictwem) – w brzmieniu Pabian (vide Pabianice) i dopiero wtórnie sprowadzone do języka polskiego w brzmieniu Fabian. Wśród imion nadawanych nowo narodzonym dzieciom, Fabian w 2017 r. zajmował 37. miejsce w grupie imion męskich. W całej populacji Polaków Fabian zajmował w 2017 r. 100. miejsce (24 201 nadań).
Wedle danych PESEL według stanu na 19 stycznia 2024 roku imię to nosi w Polsce 35 069 mężczyzn.
Fabian imieniny obchodzi 20 stycznia.

## Znane osoby o imieniu Fabian
- św. Fabian, papież i męczennik (†250),
- Fabián Assmann – argentyński piłkarz,
- Fabien Barthez – francuski bramkarz,
- Fabian Bellingshausen – rosyjski badacz Antarktydy,
- Fabian Birkowski – XVII-wieczny polski kaznodzieja i pisarz religijny,
- Fabian Cancellara – szwajcarski kolarz szosowy,
- Fabian Drzyzga – polski siatkarz,
- Fabian Ernst – niemiecki piłkarz,
- Fabian Hambüchen – niemiecki gimnastyk sportowy,
- Fabian Waculik – polski franciszkanin, kapelan PSZ
- Fabian Wegmann – niemiecki kolarz szosowy.
- Sebastian Fabian Klonowic – poeta polski (tworzący po łacinie).